# Ibug
Die ibug (kurz für Industriebrachenumgestaltung) ist ein Festival für Urban Art, das seit 2006 jährlich in Sachsen stattfindet. Die Macher, ein Team aus zahlreichen ehrenamtlichen Organisatoren und Helfern, suchen sich dafür verfallene, oft zum Abbruch vorgesehene Industriebrachen, welche von internationalen Künstlern u. a. mittels Malerei, Graffiti, Illustrationen, Installationen und Multimediakunst umgestaltet werden. Dabei werden sowohl die Geschichte der Brache als auch ihre Architektur in die Werke einbezogen, ohne die Kreativität der Mitwirkenden einzuschränken. Das Ergebnis wird anschließend bei einem dreitägigen Festival-Wochenende dem internationalen Publikum präsentiert und mit einem Programm aus Musik, Film und Design untermalt.

## Geschichte
Im Jahr 2006 wählte der Graffiti-Künstler Tasso für die erste Ausgabe des Festivals eine Industriebrache der ehemaligen IFA-Werke in Meerane, die bereits vorher Graffiti-Künstlern aus der Region eine legale Möglichkeit bot, ihre Werke zu erschaffen. An dieser ersten Industriebrachenumgestaltung waren dreizehn Graffiti-Künstler beteiligt. Bis 2011 fand die Veranstaltung in verschiedenen verlassenen Industriegebäuden Meeranes statt. Ab 2012 kamen weitere Städte in Westsachsen dazu, darunter Zwickau, Glauchau, Plauen und Crimmitschau. Die Ibug entwickelte sich zu einem weltweit anerkannten Festival für Urban Art. Im Jahr 2016 öffnete man in Limbach-Oberfrohna, anlässlich des „Tag der Sachsen“, erstmals  auch für ein zweites Wochenende. 2017 und 2018 fand die ibug in Chemnitz statt.
Nach Angaben der Macher waren bei der ibug 2016 rund 100 nationale und internationale Künstler vertreten. Die Veranstaltung zählte insgesamt mehr als 7000 Gäste.
Vom 24. bis 26. August 2018 und vom 31. August bis 2. September 2018 fand das Festival in der Nadel- und Platinenfabrik des VEB Kombinat Textima in Chemnitz statt und hatte rund 18.000 Besucher. Im August 2019 fand die Veranstaltung in  Reichenbach im Vogtland statt. 2020 fand wegen der COVID-19-Pandemie nur eine kleinere Veranstaltung im ehemaligen königlichen Krankenstift in Zwickau statt. 2021 gastierte die ibug in der ehemaligen Buntpapierfabrik in Flöha.

## Ehrungen und Auszeichnungen
2010 wurde Hauptorganisator Thomas Dietze stellvertretend für das Projekt als einer von 90 Preisträgern des Wettbewerbs „PlusPunkt Kultur“ der Bundesvereinigung Kulturelle Kinder- und Jugendbildung ausgezeichnet.

## Der künstlerische Anspruch
Gemeinsamer Nenner der Ibug ist die Kunst der Straße und des öffentlichen Raums. Dabei werden auch die Geschichte und die Architektur in die Werke einbezogen. Ein weiterer Faktor ist die Möglichkeit zur Interaktion mit der Umwelt und der Interaktion untereinander. Das gemeinsame Erschaffen eines Gesamtkunstwerkes soll auch zu Verbindungen unter den einzelnen Kreativen führen. Dabei gibt es seitens der Macher keine Vorgaben oder Einschränkungen politischer oder soziokultureller Gedanken. Das Vergängliche ist mit dem Hintergrund der verfallenen Brachen ein unabdingbarer Teil der Arbeit. Streetart ist temporär und so gehört es zum Konzept der ibug, dass die bespielten Areale auf kurz oder lang verschwinden werden.

## Termine und Veranstaltungsorte
- 2006: 17. September 2006, IFA-Brache Merzenberg, Meerane[1]
- 2007: 1.–2. September 2007, IFA-Brache Rosental, Meerane[7]
- 2008: 16.–17. August 2008, IFA-Brache Forststraße, Meerane[8]
- 2009: 28.–30. August 2009, VEB Leuchtenbau, Meerane[9]
- 2010: 27.–29. August 2010, Textilwerke Palla, Meerane[10]
- 2011: 2.–4. September 2011, Textilwerke Palla, Meerane[11]
- 2012: 31. August bis 2. September 2012, Alter Schlachthof, Glauchau[12]
- 2013: 30. August bis 2. September 2013, Eisenwerk, Zwickau[13]
- 2014: 29.–31. August 2014, Lederwerk und Tuchfabrik Pfau, Crimmitschau[14]
- 2015: 28.–30. August 2015, Alte Kaffeerösterei, Plauen-Haselbrunn[15]
- 2016: 26.–28. August 2016, Ehemaliger VEB Buntfärberei, Limbach-Oberfrohna
- 2016: 2.–4. September 2016 nochmalige Öffnung zum „Tag der Sachsen“ zur Besichtigung für Kunstinteressierte
- 2017: 25.–27. August und 1.–3. September, VEB Spezialmaschinenfabrik, Chemnitz
- 2018: 24.–26. August und 31. August bis 2. September, Nadel- und Platinenfabrik des VEB Kombinat Textima, Chemnitz
- 2019: 23.–25. August und 30. August bis 1. September, Bahnbetriebswerk, Reichenbach im Vogtland
- 2020: 28.–30. August und 4.–6. September (Sonderedition), Ehemaliges königliches Krankenstift in Zwickau[16]
- 2021: 27.–29. August, 3.–5. September und 10.–12. September 2021, ehemalige Buntpapierfabrik in Flöha[17]
- 2022: 26.–28. August, 2.–4. September 2022 ehemalige Buntpapierfabrik im Flöha[18]
- 2023: 18. – 20., 25. – 27. August und 1. – 3. September, ehemaliges RAW-Gelände Engelsdorf bei Leipzig[19]
- 2024: 30. August – 01. September und 06.-08. September, ehemalige Muskator-Tierfutterwerke in Riesa[20]

## Galerie

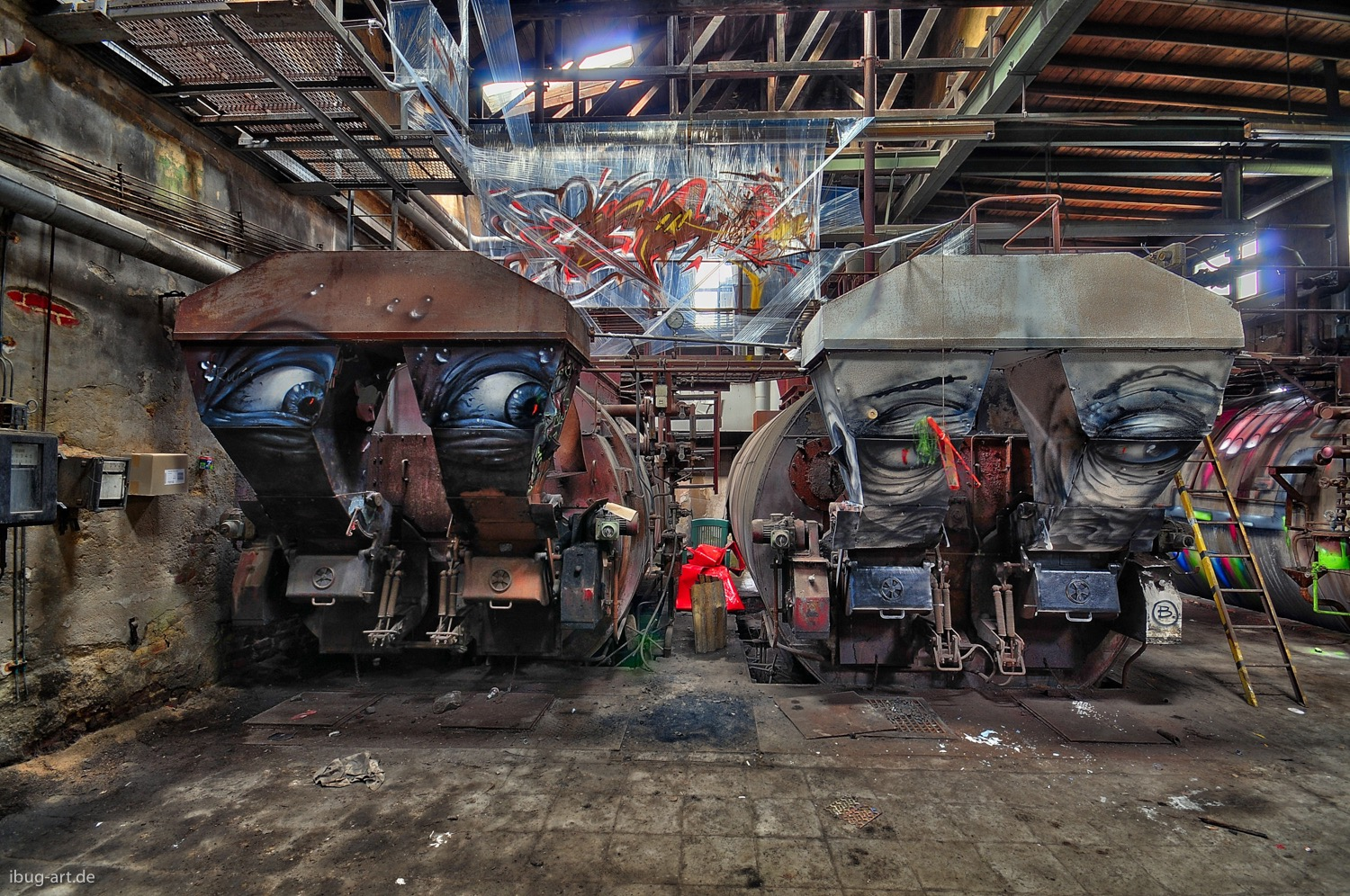
Meerane (2010)
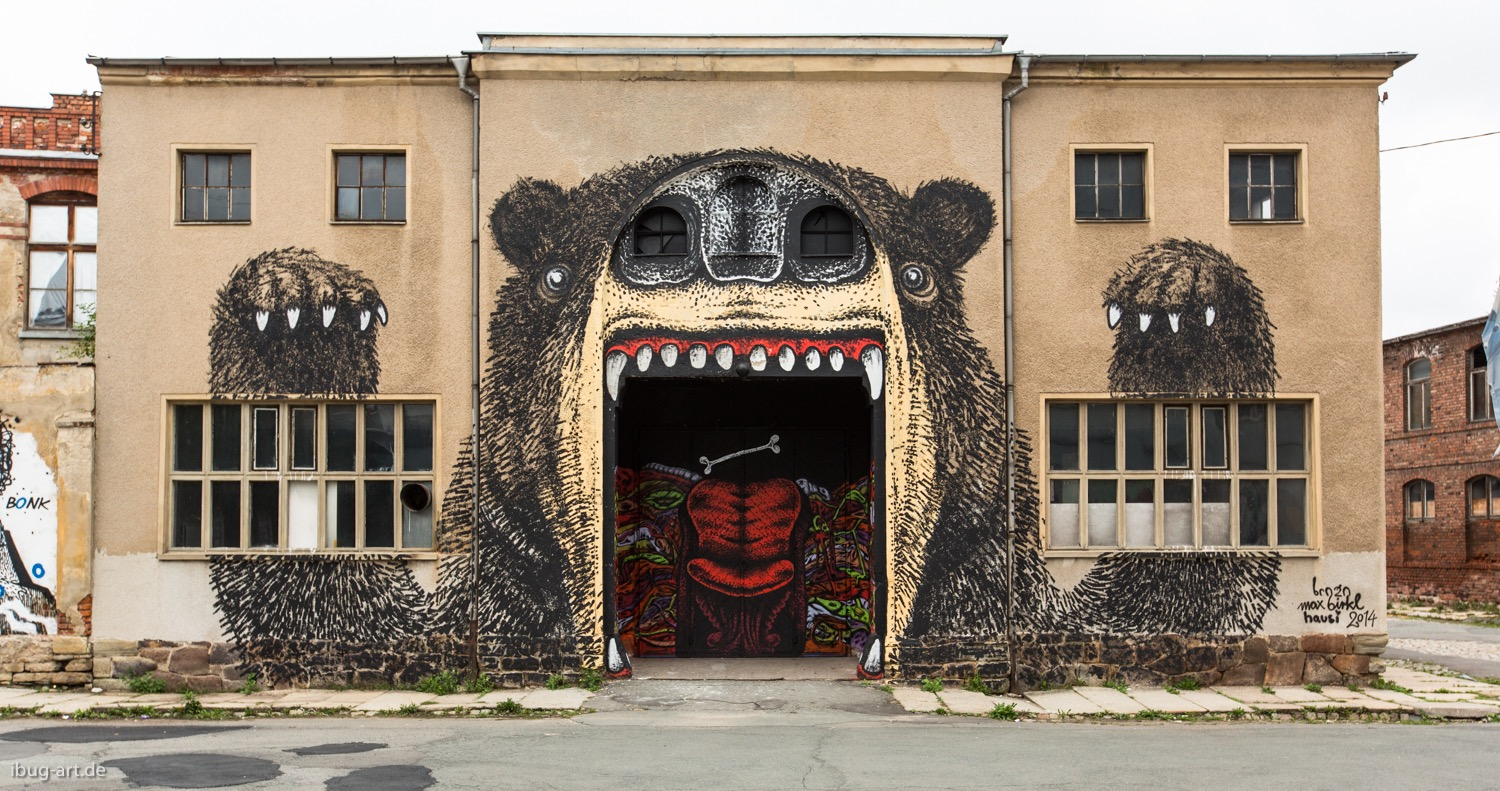
Crimmitschau (2014)
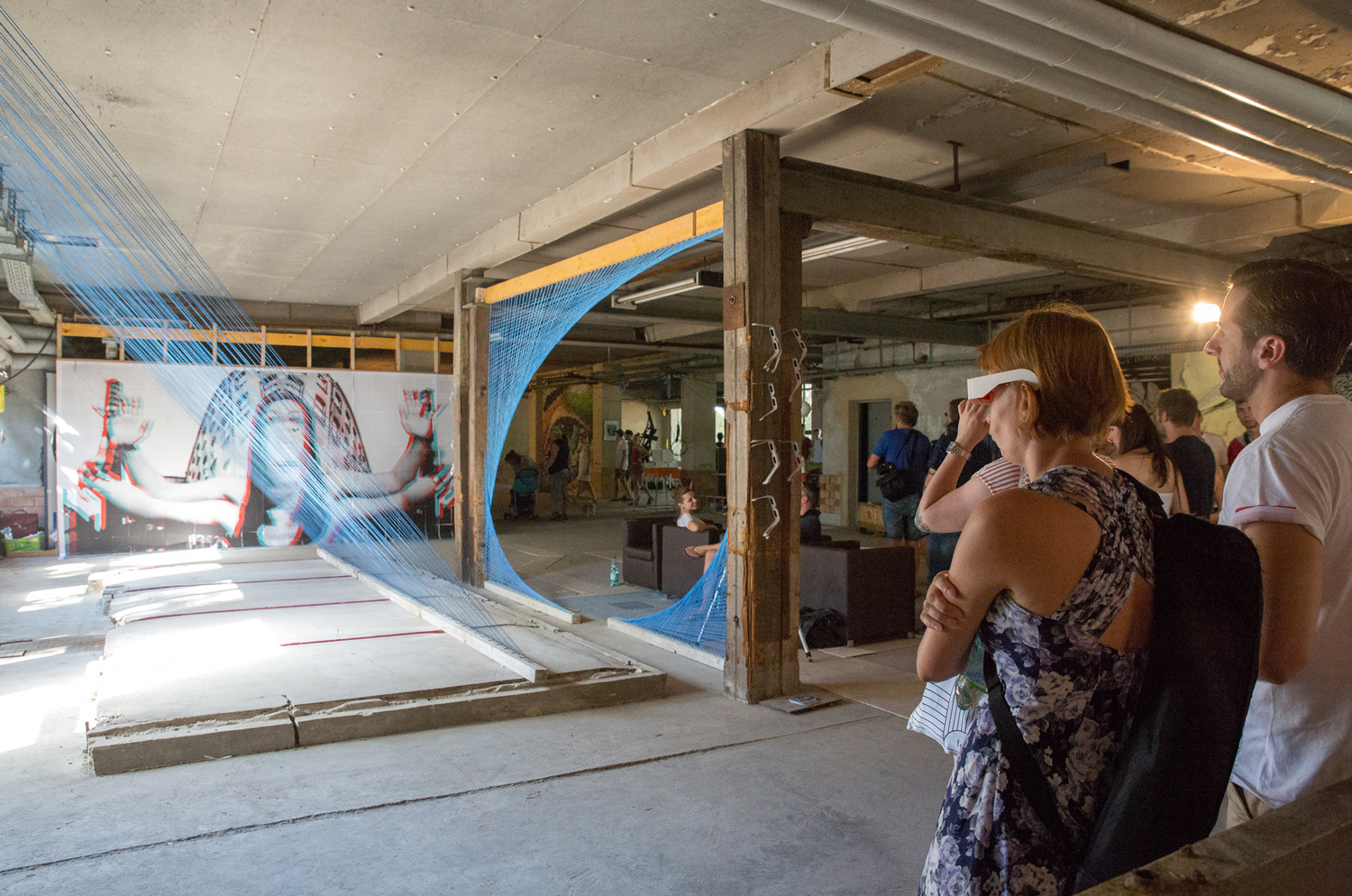
Limbach-Oberfrohna (2016)